# رزیتا (فیلم)

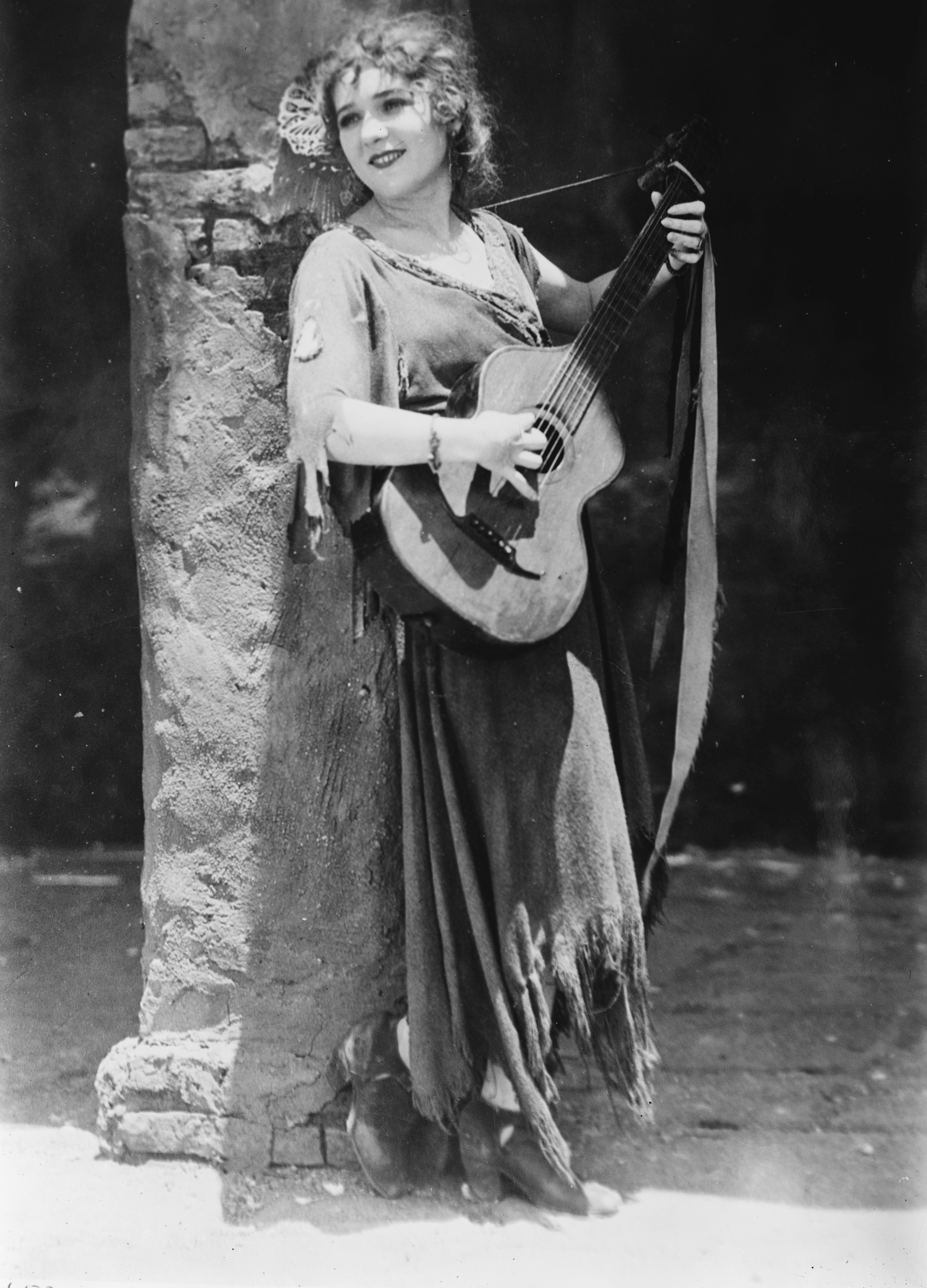
مری پیکفورد در رزیتا

رزیتا (انگلیسی: Rosita) فیلمی در ژانر رمانتیک به کارگردانی ارنست لوبیچ و رائول والش است که در سال ۱۹۲۳ منتشر شد. از بازیگران آن می‌توان به مری پیکفورد، آیرین ریچ، جورج والش، ماریو کاریلو و چارلز فارل اشاره کرد.